# Referentie-elektrode

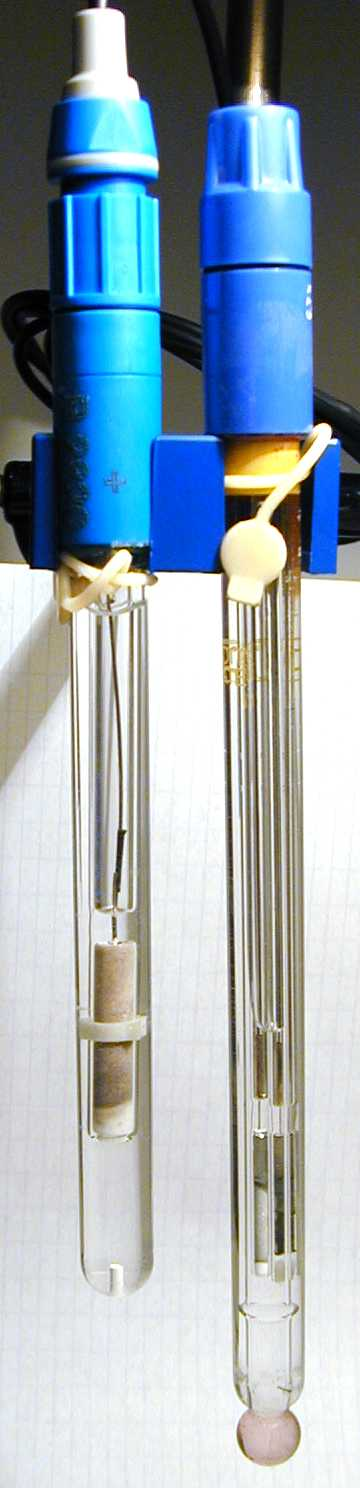
Zilver/zilverchloride- referentie-elektrode (links) en pH-glaselektrode (rechts). Let op de "frit".

Een referentie-elektrode is een elektrode met een stabiel en goed gekende redoxpotentiaal. De stabiele eigenschappen worden bekomen door gebruik te maken van een chemische reactie om ionen (die de stroom dragen) in (of uit) de vloeistof te brengen; in een redox-systeem worden stabiele (gebufferde of verzadigde) concentraties van de redox-reagentia gebruikt.
Referentie-elektrodes worden gebruikt om elektrochemisch potentiaal te meten.

## Analogie
Potentialen van elektroden kunnen vaak goed beschreven worden aan de hand van hoogteverschillen in een landschap. De hoogte van de Vaalserberg is 322 m of de Hoge Venen liggen op 694 m zegt alleen iets als we er – vaak stilzwijgend – bijverstaan "ten opzichte van Normaal Amsterdams Peil". Ten opzichte van een straat in Vaals of de maasbrug in Luik zal een andere waarde gevonden worden. Binnen de elektrochemie wordt de standaard-waterstofelektrode (SWE) als de referentie-elektrode gebruikt. Daarnaast zijn er nog een aantal elektroden waarvan de potentiaal ten opzichte van de SWE bekend is. Vergelijk dit met de peilschaal op de brug over de Maas of een ijkmerk op het gemeentehuis.

## Voorbeeld

### Standaard waterstofelektrode
Een platina elektrode, bedekt met platina zwart die geplaatst is in een oplossing met een H+ activiteit van 1 en waarlangs waterstofgas met een activiteit van 1 borrelt heeft bij iedere temperatuur een potentiaal van 0,000 volt.
In elektrochemische laboratoria voor wetenschappelijk onderzoek wordt de standaardwaterstofelektrode voor potentiostatische metingen in waterig milieu veel toegepast, omdat hij goed presteert (constante redoxpotentiaal en hoge uitwisselingsstroomdichtheid) en relatief weinig onderhoud vergt. In een industriële omgeving zal het gebruik van waterstofgas op praktische en veiligheid-gerelateerde bezwaren stuiten; dan kan - bijvoorbeeld - een zilver/zilverchloride-elektrode worden gekozen.

### Zilver / zilverchloride elektrode
De Nernst-vergelijking voor de zilverchloride-elektrode met reactievergelijking Ag + Cl− → AgCl + e− luidt: 
- algemeen:

{\displaystyle E=E^{0}-{\frac {RT}{nF}}\ln[Cl^{-}]}
- of bij 298 K:

{\displaystyle E=E^{0}-{\frac {0,0591}{n}}\log[Cl^{-}]}
Bij de zilverchloride-elektrode is de elektrodepotentiaal enkel afhankelijk van de chloorionconcentratie ([Cl−]); een constante stabiele potentiaal kan dus bekomen worden door [Cl−] constant te houden. Dit wordt bereikt door de elektrode in een KCl-oplossing met een hoge concentratie, 3 mol·l−1 te zetten. Een andere mogelijkheid is een verzadigde oplossing: er liggen nog KCl-kristallen in. Via een zoutbrug wordt dan verbinding gemaakt met de te meten vloeistof.
Op de afbeelding is een "losse" referentie-elektrode te zien (links) en een referentie-elektrode die samen met de meetelektrode in één behuizing is geplaatst (de pH-elektrode rechts). Duidelijk is te zien dat de linker van de twee elektroden identiek is aan de "losse" elektrode ernaast.
Een referentie-elektrode bestaat uit een elektrochemische halfcel met een goed gedefinieerde potentiaal die via een zoutbrug verbonden is met het milieu waarin men een potentiaal wil meten. Belangrijke eis is dat de potentiaal van de referentie-elektrode met zoutbrug onafhankelijk is van het milieu waarin hij geplaatst wordt. Zo kan men stellen dat een verzadigde calomel-elektrode steeds een potentiaal van 0,240 volt zal hebben, ongeacht of hij nu in zwavelzuur, natronloog, zeewater, afvalwater of in een kleibodem wordt geplaatst. Dat komt doordat er steeds een KCl-zoutbrug wordt toegepast. Uit de zoutbrug diffunderen K+- en Cl−-ionen naar buiten, het milieu in. Doordat beide ionen even groot en tegengesteld van lading zijn, ontstaat daar een diffusiepotentiaal van praktisch 0 volt in elk milieu.

### Koper / Kopersulfaat of Kopernitraat
Een Cu-CuSO4 referentie-elektrode, die vooral voor controlemetingen voor kathodische bescherming gebruikt wordt, werkt niet met een zoutbrug. De elektrolyt (CuSO4) komt direct via een poreus materiaal in contact met het milieu. Daarbij is de diffusiepotentiaal zeker niet gelijk aan nul, maar wel constant en daar gaat het om. Hij heeft een potentiaal van +0,32 volt in elke bodemsoort. In de praktijk rekent men meestal niet om naar de standaard waterstofelektrode maar kiest men de potentiaal van de koper-kopersulfaatelektrode zelf als referentiepunt.
Met zoutbrug is de Cuo/Cu2+ ook te gebruiken in situaties waarin wel een vaste vergelijkingspotentiaal nodig is, maar de absolute grootte ervan niet echt belangrijk.
Als er door het milieu een stroom loopt, ontstaat er bij iedere referentie-elektrode een systematische afwijking ten gevolge van een potentiaalgradiënt in dat milieu.

## Vaak gebruikte referentie-elektroden
Het elektrodepotentiaal E wordt uitgedrukt ten opzichte van de standaard-waterstofelektrode in volt.
- Dynamische waterstofelektrode
- (Koper-)kopersulfaat-elektrode (E = 0,318 V)
- (Zilver-)zilverchloride-elektrode (E = 0,225 V verz.)
- pH-elektrode
- Omkeerbare waterstofelektrode
- Palladium-waterstofelektrode
- Standaard-waterstofelektrode (0.000 V)
- Calomel-elektrode (E = 0,247 V verz.)
- Van 't Hoff Instituut Referentie elektrode